# Instalación (arte)

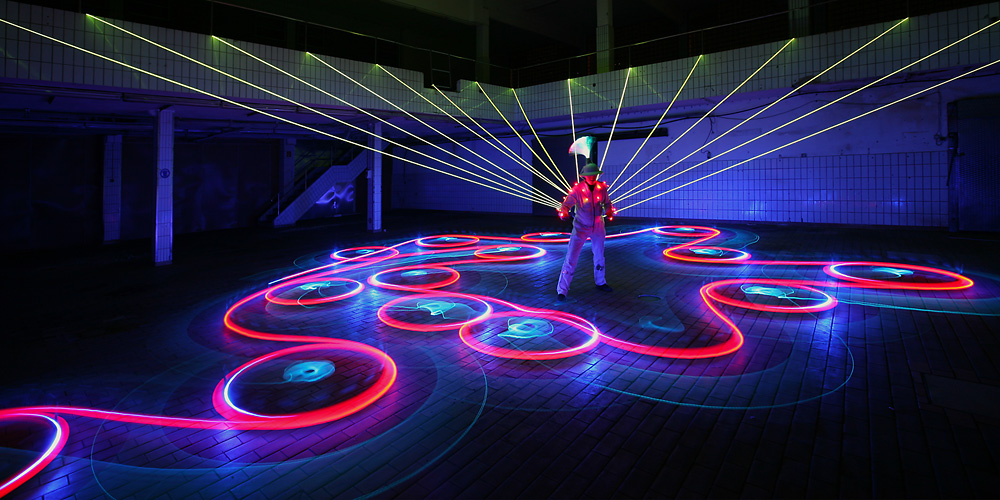
Sitio-instalación concreta por Dan Flavin, 1960, Menil Colección.

La instalación artística, el arte instalación o el instalacionismo, es un género de arte contemporáneo que surge en la década de 1960 en la idea de que la obra prevalece sobre sus aspectos formales. La instalación se realiza en un contexto y espacio determinado. Por definición, tiene una duración determinada y, por ende, entra dentro de lo que se conoce como arte efímero. En la mayoría de los casos permite una interacción activa con el espectador.
La intervención artística de espacios es propia del arte contemporáneo conceptual. El artista propone el concepto dentro de un contexto dado; las instalaciones pueden presentarse en cualquier espacio y ser realizadas con los más variados materiales, medios físicos, visuales o sonoros, incluso en ocasiones intervienen otras disciplinas artísticas como la fotografía, el videoarte o la performance. Se utiliza cualquier medio para crear una experiencia de interacción con el espectador, para despertar sentimientos o reflexiones. Se motiva la percepción sensorial en cualquiera de los sentidos, ya sea vista, oído, gusto, tacto u olfato.
La instalación artística no solo es el montaje y el ordenamiento de objetos producidos o intervenidos en un espacio o ambiente; las instalaciones tienen sentido en las ideas fundamentadas que concibe y presenta el artista en su obra física o intangible y lo que estas provocan en la interacción con el espectador. La completa experiencia estética es parte fundamental de la instalación, a diferencia de obras que se ubican en una sala.

## Medios que se utilizan
Las instalaciones incorporan cualquier medio para crear una experiencia visual o espacial en un ambiente determinado. Los artistas de instalaciones por lo general utilizan directamente el espacio de exposición, a menudo la obra es transitable por el espectador y este puede interactuar con ella. Las intervenciones en espacios naturales que incorporan el paisaje como parte integrante de la obra suelen enmarcarse en el denominado Land Art o arte de la tierra.
Pueden incluir cualquier medio, desde materiales naturales hasta los más nuevos medios de comunicación, tales como video, sonido, computadoras e internet, o incluso energía pura como el plasma. Algunas instalaciones son sitios específicos de arte (site specific), creados para existir exclusivamente en el espacio para el cual fueron montados.

## Orígenes
Se han señalado como los orígenes de este movimiento a artistas como Marcel Duchamp  y su uso de objetos cotidianos resignificados como obra artística; también forman parte de los antecedentes de la instalación el collage (bidimensional) y el assemblage (ya tridimensional y) cubistas y contemporáneos al dadá. Artistas tan diferentes como Helio Oiticica, Bruce Nauman, Joseph Beuys, Daniel Buren, Wolf Vostell, Nam June Paik, Marcel Broodthaers o Antoni Muntadas son artistas que han trabajado la instalación.

## Artistas instalacionistas
| - Lara Almarcegui - Txomin Badiola - Vanessa Beecroft - Joseph Beuys - Christian Boltanski - Eberhard Bosslet - Louise Bourgeois - Daniel Buren - Christo y Jeanne-Claude - Claude Closky - Jordi Colomer - Nacho Criado - Minerva Cuevas | - Wim Delvoye - Dan Flavin - Fred Friedrich - Dora García - Damien Hirst - Anish Kapoor - Allan Kaprow - Edward Kienholz - Jannis Kounellis - Barbara Kruger - Shigeko Kubota - Katja Loher - Richard Long | - Orlando Mohorovic - Antoni Muntadas - Bruce Nauman - Paloma Navares - Gabriel Orozco - Nam June Paik - Gian Carlo Riccardi - Jacek Tylicki - Bill Viola - Wolf Vostell - Krzysztof Wodiczko - Yayoi Kusama - Rafael Lozano-Hemmer |

## Galería

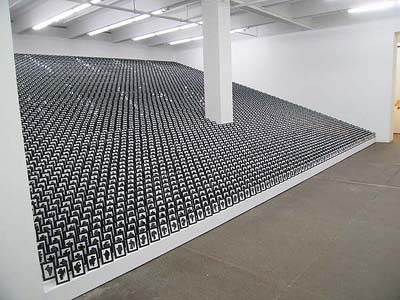
Allan McCollum, The Shapes Project, 2005/06
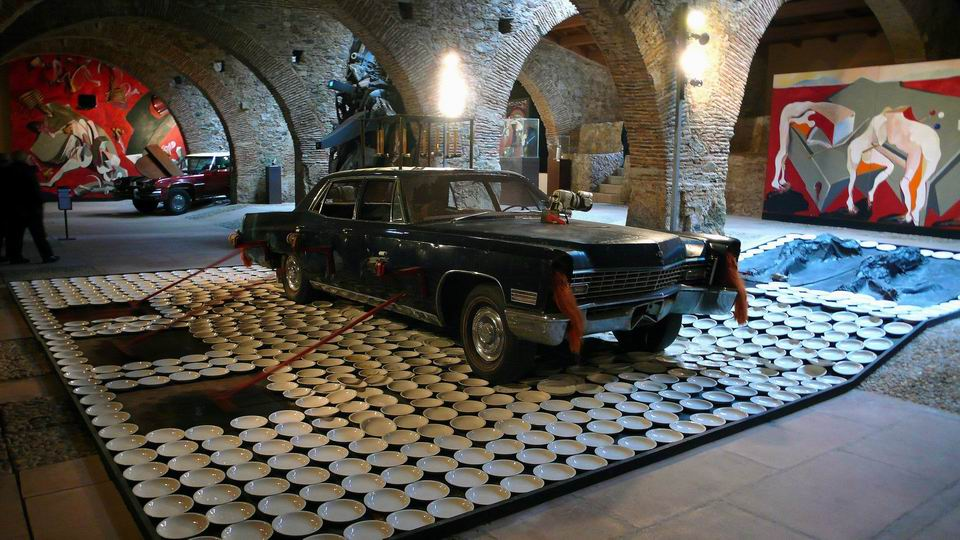
Wolf Vostell, Fiebre de Automóvil, 1973, Instalación, Museo Vostell Malpartida
Rachel Whiteread, Embankment, 2005, Tate Modern, London
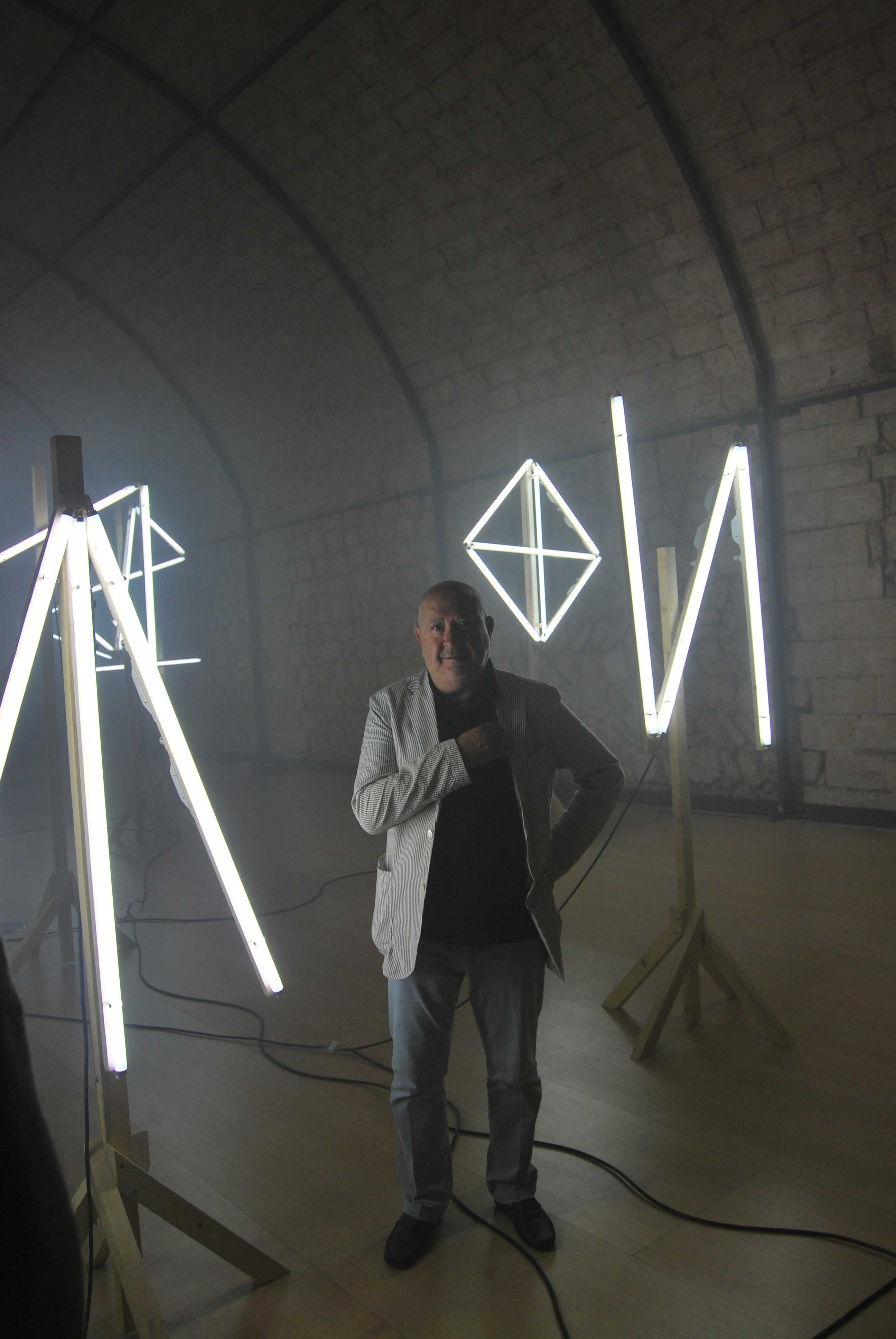
Christian Boltanski Signatures, 2011
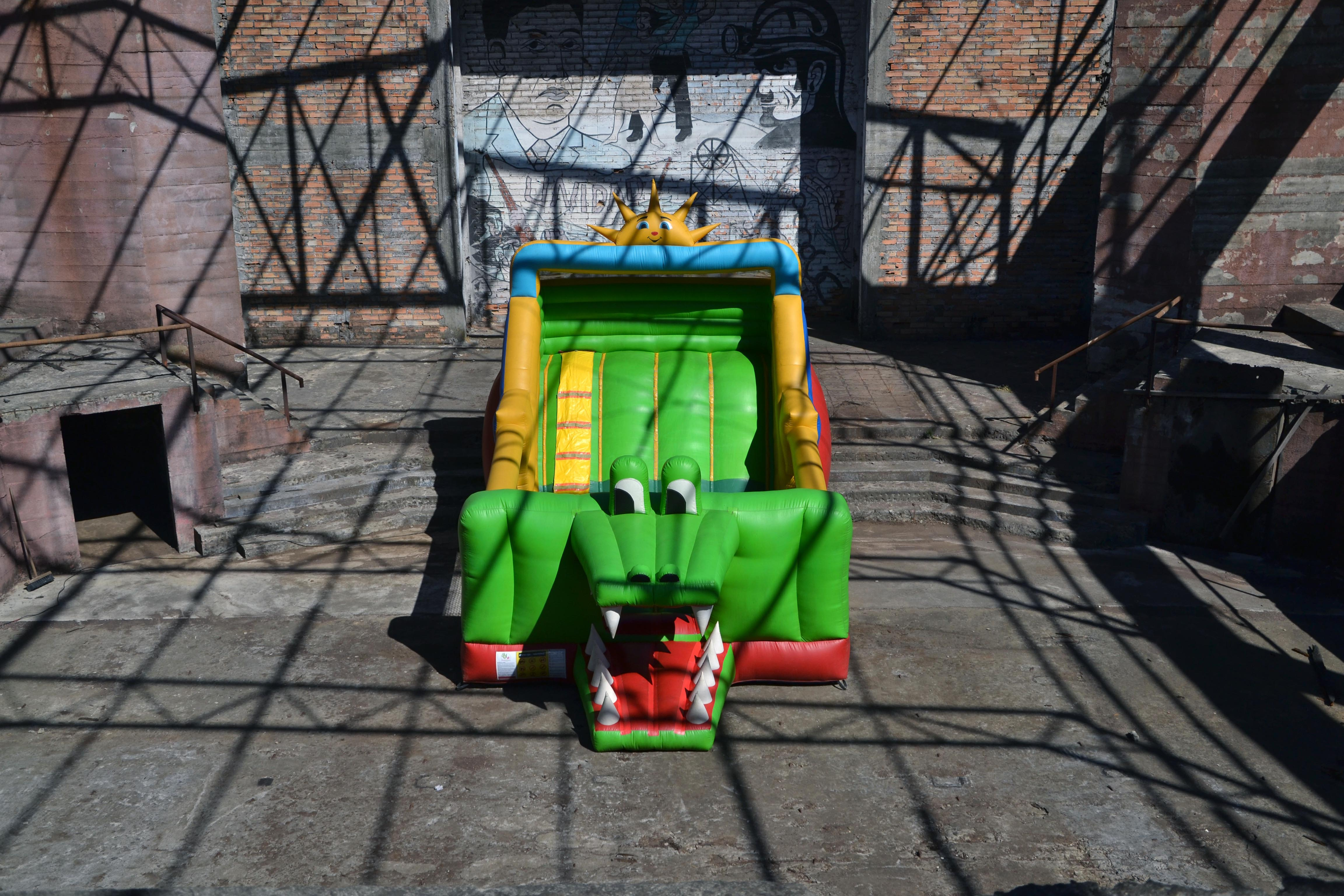
Julio Hernández, Chile, 2016, Teatro de los mineros del carbón, Lota
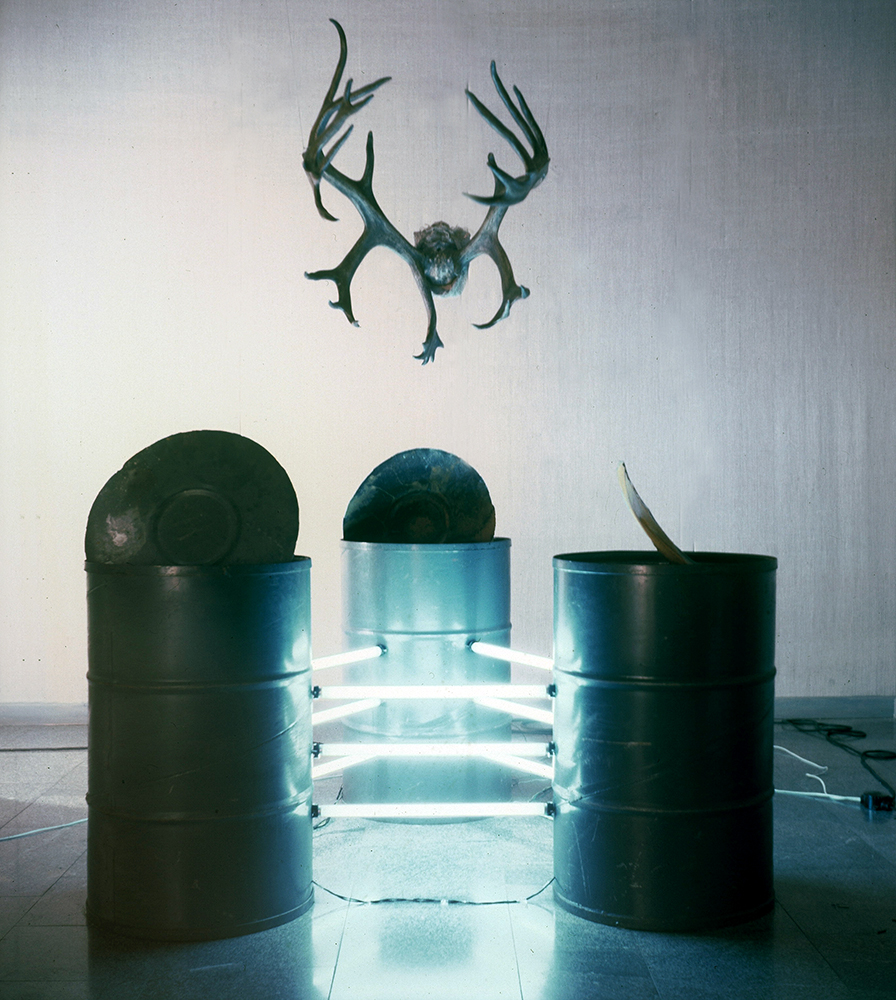
Vasiliy Ryabchenko, "Big Bembi", installation, barrels, linear lamps, deer horns, 1994